# نادي خوبنتود ماروكي
نادي خوبنتود ماروكي Juventud Marroquí  هو نادٍ رياضي مغربي من مدينة الحسيمة.  تم إنشاؤه في أواخر عشرينيات القرن الماضي من طرف بعض المعمرين الإسبان المقيمين في مدينة الحسيمة التي كان يسميها الإسبان  بيا سان خورخو.  عرفت مدينة الحسيمة أوائل القرن العشرين وإلى غاية الخمسينيات إنشاء عدة أندية  لكرة القدم يأتي على رأسها يوفنتود ماروكي.  خوفنتود ماروكي والتي تعني بالعربية  الشباب المغربي ، مارس في الأقسام الشرفية الإسبانية إلى  سنة 1956 وتم حل النادي بعدها.

خارطة تمثل منطقة نفوذ إسبانيا شمال المغرب إبان عهد الاستعمار.
علم إقليم المغرب الإسباني إبان عهد الاستعمار.